# Kunstjahr 1500

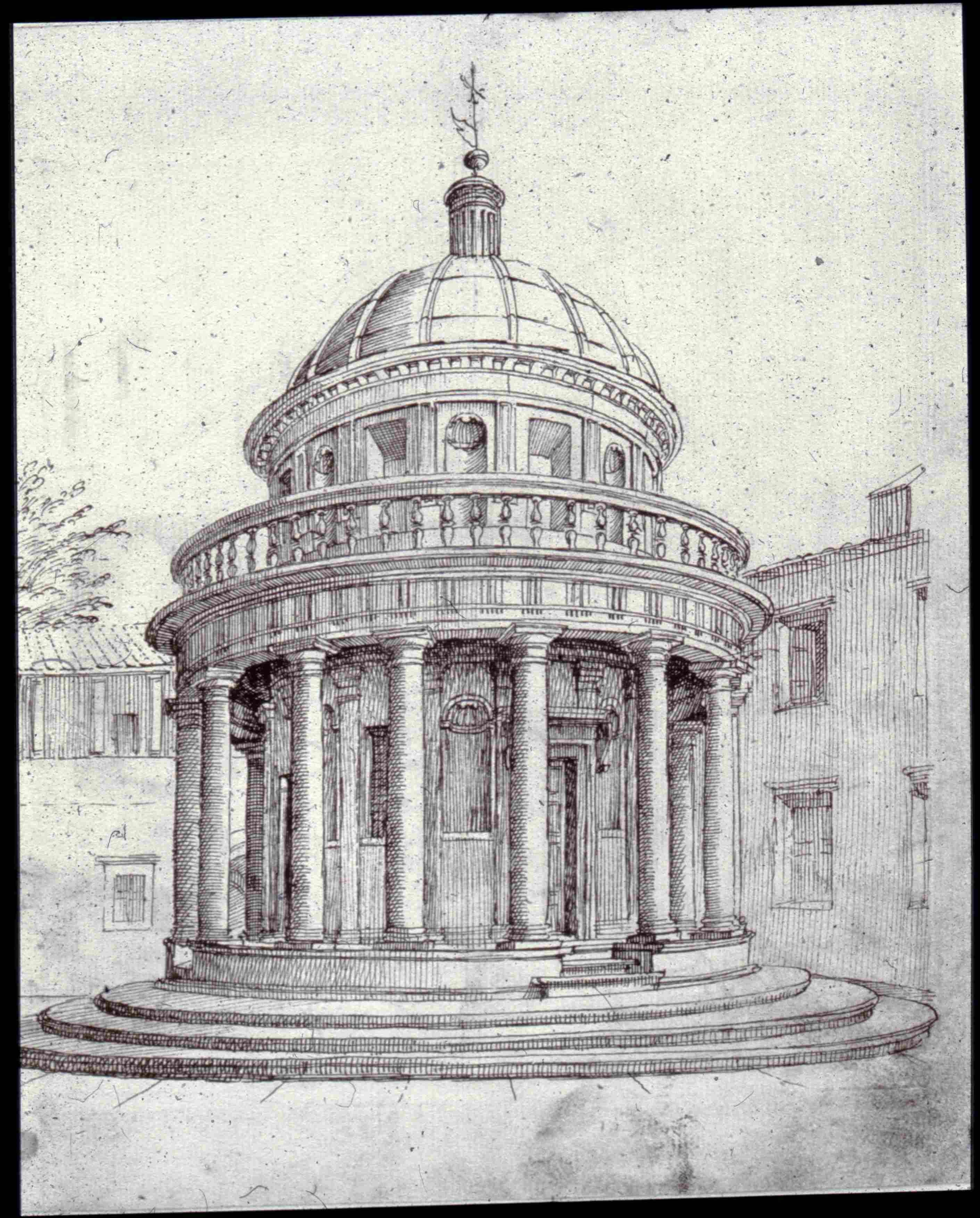
Tempietto del Bramante, Zeichnung aus dem 16. Jahrhundert

Liste der Kunstjahre

1497 | 1498 | 1499 | Kunstjahr 1500 | 1501 | 1502 | 1503 | 1504 | ► | ►►

Weitere Ereignisse

## Ereignisse

### Architektur

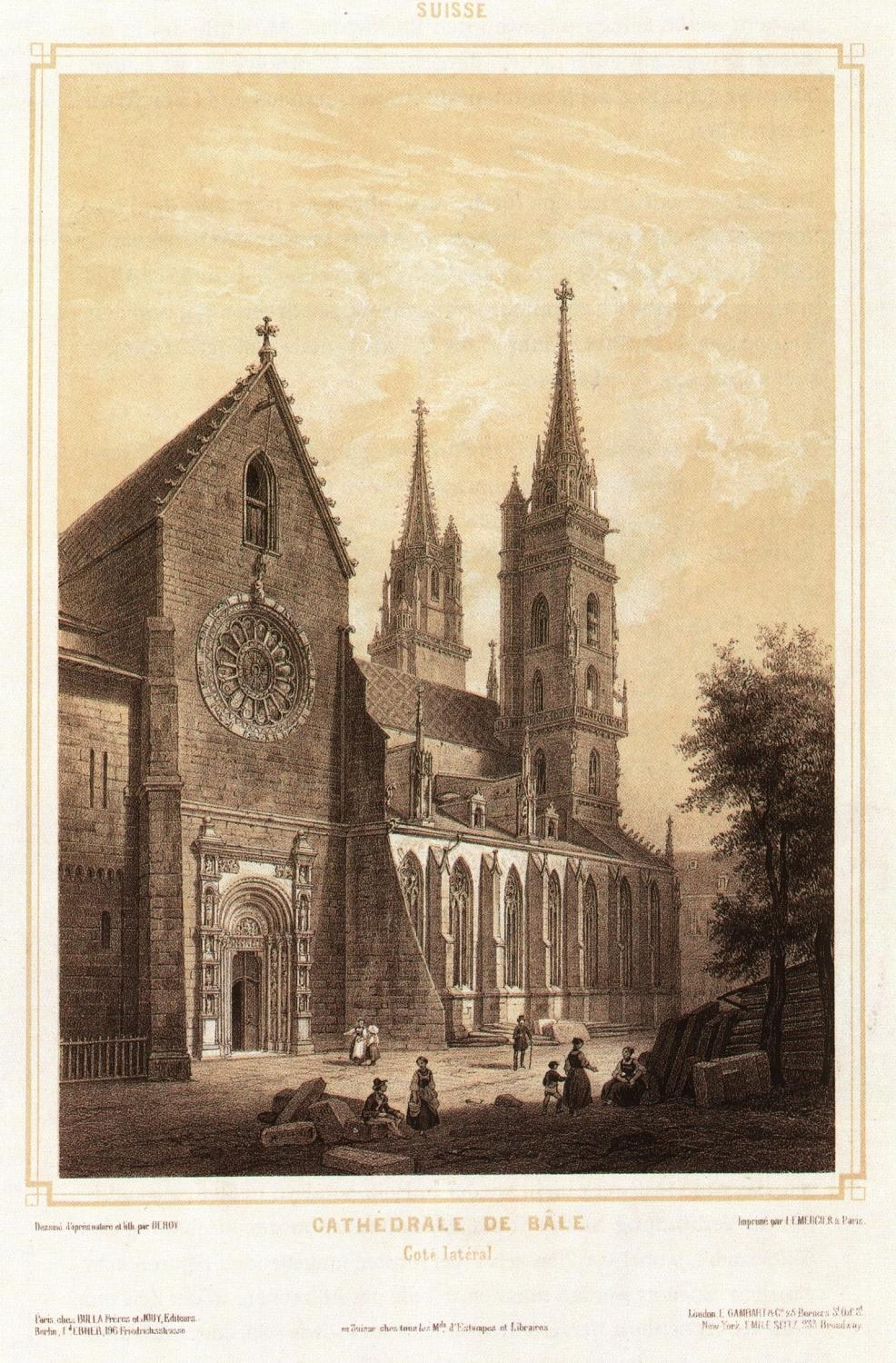
Lithografie des Basler Münsters

- 23. Juli: Der südliche Martinsturm des Basler Münsters wird von Hans von Nussdorf fertiggestellt. Damit gilt das Münster nach fast 500-jähriger Bauzeit offiziell als vollendet.

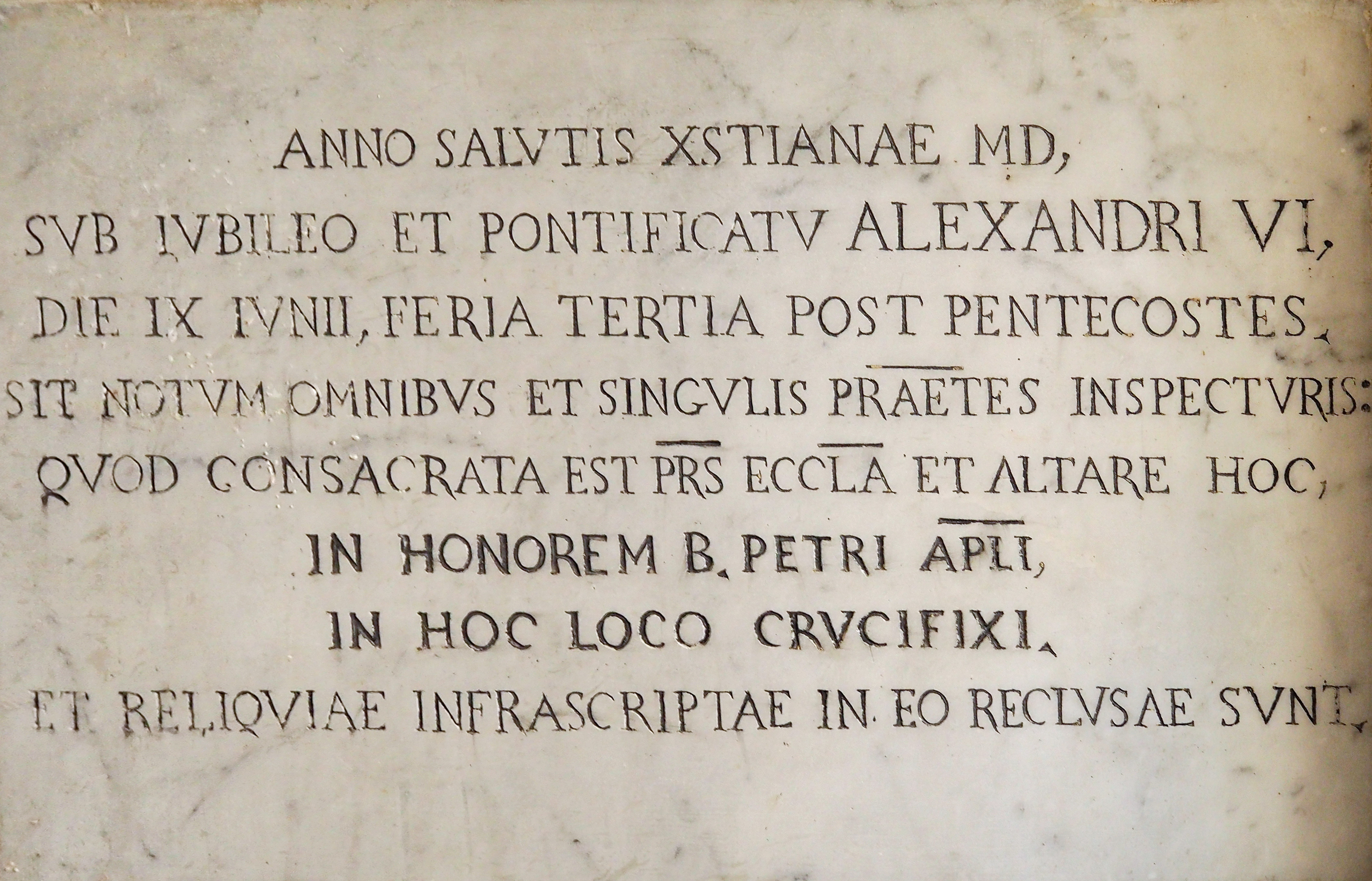
Tempietto di Bramante, Inschrift Alexander VI.

Gemäß einer Inschrift weiht Papst Alexander VI. den von Donato Bramante errichteten Tempietto di Bramante. Die Bedeutung dieses Kirchenbaus liegt in der Zusammenführung eines antiken Peripteros-Tempels mit neuen römischen Architekturelementen in harmonischen und eleganten Proportionen. Der Tempietto gilt als Schlüsselwerk der Architektur der Hochrenaissance, wie auch als Initialbau für den Typ der zentralen Grabeskirche. 

### Malerei
Am 10. Dezember erhalten Raffael und Evangelista da Pian di Meleto gemeinsam den Auftrag, ein großes Altargemälde für die Kapelle Baronci in der Kirche Sant’Agostino in Città di Castello  zu malen. Die Pala vom seligen Nikolaus von Tolentino wird rund ein Jahr später fertiggestellt.
Albrecht Dürer malt das Selbstbildnis im Pelzrock. Im Gegensatz zu anderen Selbstbildnissen und Porträts wählt Dürer hier nicht die Dreiviertelansicht, sondern die Frontalansicht. Dadurch entsteht ein symmetrisches Porträt, wie es üblicherweise für Christusdarstellungen verwendet wird. 

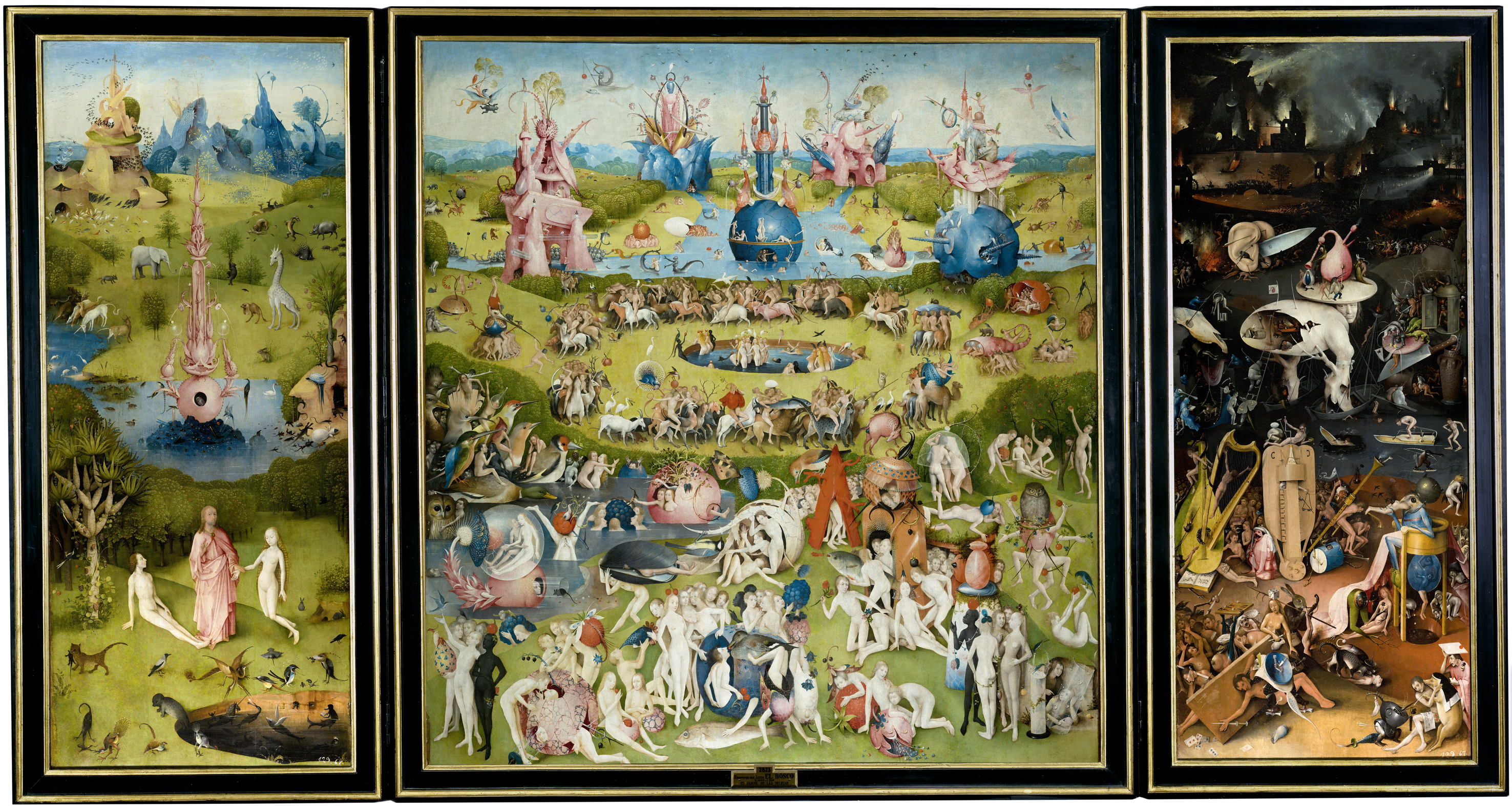
Innenansicht des Triptychons Der Garten der Lüste

- um 1500: Hieronymus Bosch malt das Triptychon Der Garten der Lüste. Die Mitteltafel des Werks zeigt den namengebenden Garten der Lüste. Der linke Flügel zeigt den Garten Eden mit Gott und Adam und Eva, der rechte Flügel die Hölle. Die Rückseiten der beiden Flügel zeigen den dritten Tag der Schöpfung der Welt, als Gott nach der biblischen Überlieferung Land, Meer und Pflanzen schuf.

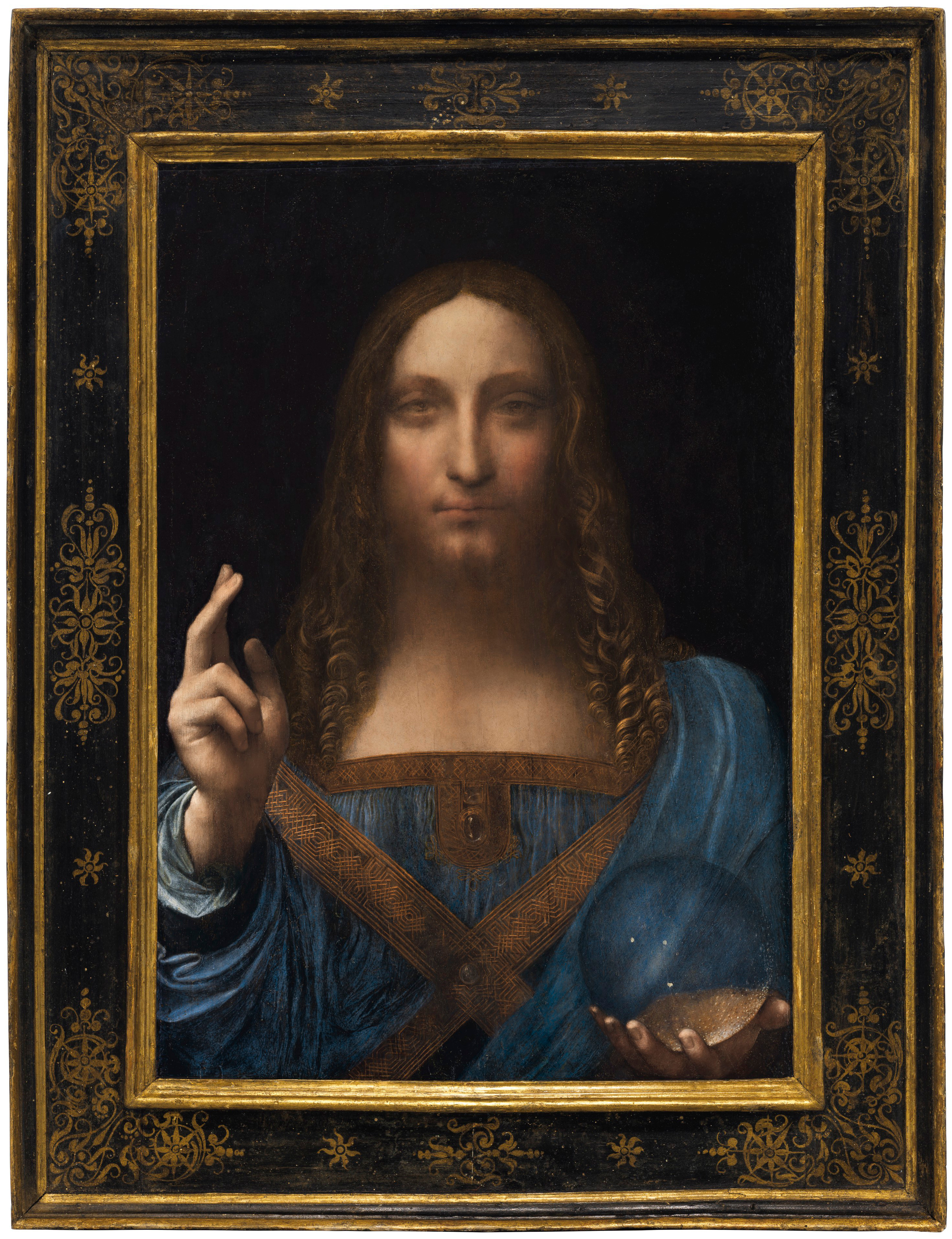
Leonardo da Vinci (zugeschrieben):
Salvator mundi

- um 1500: Leonardo da Vinci (oder einer seiner Schüler) malt in Öl auf Walnussholz das Gemälde Salvator mundi. Es zeigt Christus als Heiland der Welt in frontaler Ansicht, der die rechte Hand mit segnender Geste erhoben hat und in seiner Linken eine Kristallkugel hält.
- um 1500: In der Bildenden Kunst entsteht die Genremalerei, die gemalte Abbildung einer Alltagsszene – zum Beispiel Menschengruppen, Szenen und Handlungen – als Schilderung von Lebensformen eines Volkes und seiner landschaftlichen, Arbeits- oder Wohnumgebung.

### Kartografie
Die früheste Straßenkarte Mitteleuropas ist die 1500 anlässlich des heiligen Jahres gedruckte Romwegkarte von Erhard Etzlaub. Die Karte mit dem Titel Das ist der Rom-Weg von meylen zu meylen mit puncten verzeichnet von eyner stat zu der andern durch deutzsche landt., ist wie alle Karten Etzlaubs gesüdet, drei Himmelsrichtungen sind mit Aufgang, Mittag und Undergang beschriftet. Der Straßenverlauf ist wiedergegeben und die Entfernungen zwischen den Städten sind durch Punkte im Abstand je einer Deutschen Meile (7,4 km) messbar.

### Zeichnung

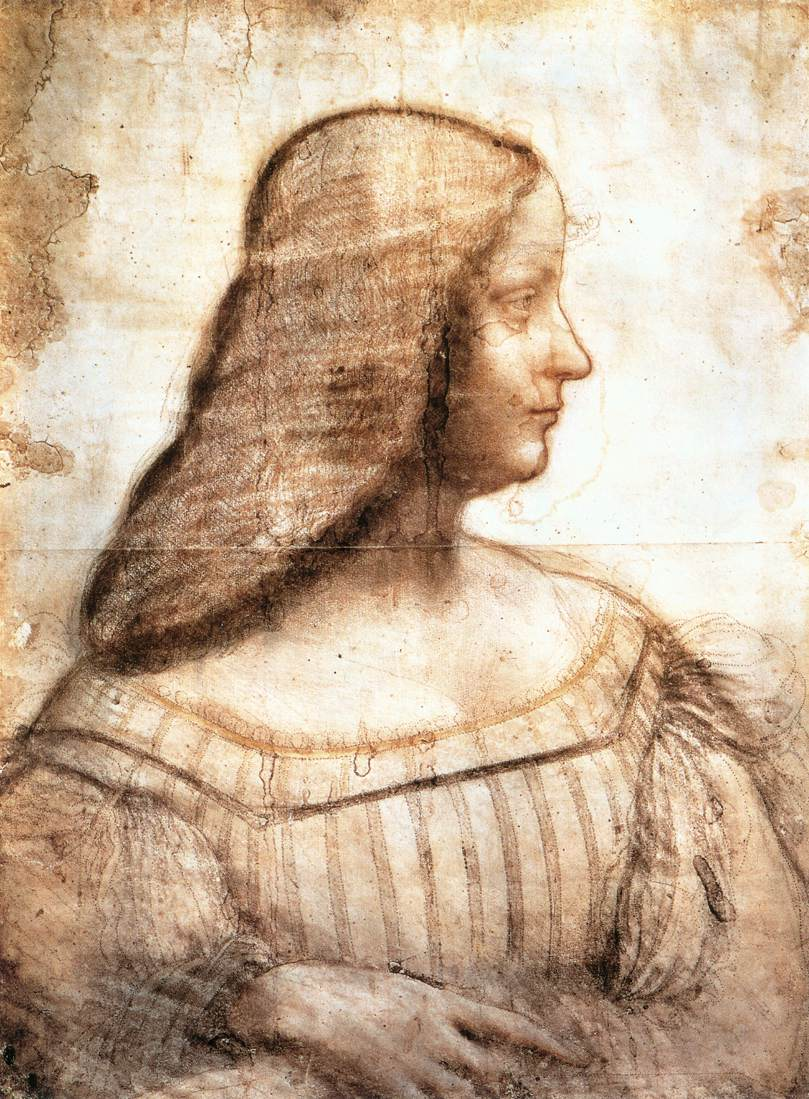
Die Kreidezeichnung von Leonardo da Vinci

Leonardo da Vinci, der sich nach seiner Flucht aus Mailand mit seinem Freund Luca Pacioli auf Wanderschaft befindet, erreicht Mantua, wo er eine Kreidezeichnung von Markgräfin Isabella d’Este anfertigt. Im April ziehen die beiden weiter nach Florenz. Hier findet Leonardo vorübergehend Unterschlupf im Kloster Annunziata, wo er sich verpflichtete, ein Altarbild für die Basilica della Santissima Annunziata zu malen, ohne diesen Auftrag jedoch jemals auszuführen.

## Geboren

### Geburtsdatum gesichert
- 5. Juli: Paris Bordone, italienischer Maler († 1571)
- 3. November: Benvenuto Cellini, italienischer Bildhauer und Goldschmied († 1571)

### Geboren um 1500
- Domenico Campagnola, italienischer Maler, Zeichner und Kupferstecher († 1564)
- Hieronymus Hopfer, deutscher Radierer und Waffenätzer († nach 1550)

## Gestorben

### Todesdatum gesichert
- 26. November: Martin Flach der Ältere, Straßburger Drucker

### Genaues Todesdatum unbekannt
- Neroccio di Bartholomeo di Benedetto de’ Landi, Maler und Bildhauer aus der Schule von Siena (* 1447)